# (5681) Бакулев
(5681) Бакулев (лат. Bakulev) — типичный астероид главного пояса, открыт 15 сентября 1990 года советским астрономом Людмилой Журавлёвой в Крымской астрофизической обсерватории и 4 мая 1999 года назван в честь учёного-хирурга Александра Бакулева.

## Обнаружение и именование
(5681) Бакулев
Открыт 15 сентября 1990 года в Научном Л. В. Журавлёвой.
Назван в память об одном из пионеров нейрохирургии в СССР Александре Николаевиче Бакулеве (1890—1967). Он добился успехов в хирургии почек, костной хирургии и хирургическом лечении язв желудка.
Оригинальный текст (англ.)5681 Bakulev
Discovered 1990-09-15 by Zhuravleva, L. V. at Nauchnyj.
Named in memory of Aleksandr Nikolaevich Bakulev (1890—1967), one of the pioneers of neurosurgery in the U.S.S.R. He made advances in kidney surgery, bone surgery and a surgical treatment for stomach ulcers.
Источники: DISCOVERY.DB; M.P.C. 34622.

## Физические характеристики
Из наблюдений системы Asteroid Terrestrial-impact Last Alert System следует, что астероид относится к таксономическому классу S.
По результатам наблюдений системы телескопов панорамного обзора и быстрого реагирования Pan-STARRS и наблюдений системы последнего оповещения о столкновении астероида с Землей Asteroid Terrestrial-impact Last Alert System абсолютная звёздная величина астероида сначала оценивалась равной 13,99±0,19m, позже — 13,50±0,046m.